# سمير القضاة
سمير سعيد القضاة شاعر وروائي أردنيّ (21 آذار/ مارس 1970) من مواليد عجلون. درس الهندسة المدنية في الجامعة الأردنية. يعمل مهندس في قطاع الإنشاءات الأردني، وهو عضو في نقابة المهندسين ونقابة مقاولي الإنشاءات، ورابطة الكتاب الأردنيين.

## حياته العملية
ولد سمير القضاة في قرية عبين في جبل عجلون شمال الأردن، وقد سمي على اسم عمه الذي استشهد في حرب 1967 في منطقة اليامون\جنين، بدأ دراسته الابتدائية في الدوحة عاصمة قطر، ثم عاد مع أسرته إلى مسقط رأسه ليكمل دراسته في مدرسة عبين وعبلين الثانوية للبنين، ومن بعدها مدرسة عجلون الثانوية للبنين. بدأ كتابة الشعر مبكرًا وهو في سن الحادي عشر؛ حيث كانت أولى قصائده عن الثلج في قريته، وقد نال الجائزة الأولى في تأليف الشعر عدة مرات على مستوى الأردن في المسابقات التي كانت تجريها وزارة التربية والتعليم الأردنية.
بدأ سمير القضاة الدراسة في الجامعة الأردنية عام 1988 وكان عضو اتحاد الطلبة ورئيس النادي الأدبي فيها، كما كان دائم المشاركة في الفعاليات والمهرجانات الطلابية من خلال إلقاء قصائده السياسية والوطنية والعاطفية في مختلف مدرجات جامعته والجامعات الأخرى، أعتقل عدة مرات بسبب قصائده السياسية. شارك في العديد من المهرجانات الشعرية في العراق ومصر وسورية ولبنان.

## الشعر
صدرت للشاعر سمير القضاة عدة مجموعات شعرية، حيث تنوعت موضوعاتها بين الوطن والحرية وفلسطين والمرأة الحبيبة والصديق الغائب، والأم والأب ومرارة فقدهما، بالإضافة إلى رؤيته وفلسفته تجاه الحياة وتجربته الخاصّة، وقد حملت قصائده طابع الجرأة والتجرّد في طرح هذه الموضوعات وتنوعت بين التفعيلة والعمودي واللهجة المحكية. أول دواوين سمير الشعرية هي «ما أشهى طعم الحرية» والذي كان موضوعه فلسطين والعروبة والحب، ورثى في إحدى قصائده الشاعر نزار قباني، ويعود تاريخ كتابة القصائد في هذا الديوان إلى ما بين عامي (1995 -2000)، وقد تأخر في إصداره إلى عام 2007 بسبب ممانعة دائرة المطبوعات والنشر نشر قصائده السياسية مما اضطره لاحقا إلى عدم تضمين القصائد الممنوعة في الديوان، أما ديوانه الثاني «هنالك مرةٌ أولى» والذي أصدره عام 2009 فقد ضمّ ثلاثين قصيدة متنوعة؛ وقد تضمن الديوان قصيدة «أنشودة القدر» والتي أهداها لذكرى بدر شاكر السيّاب، وقصيدة «لعلنا لا نهتدي للخيط» التي كتبها لمحمود درويش في حياته.
أصدر سمير القضاة ديوانه الشعري الثالث «هذا صباح آخر من دونها» في عام 2000 والذي يقع في 150 صفحة، رثى بها أمه الراحلة في قصائد تتراوح بين العمودية والتفعيلة والمحكية، وبعض النصوص النثرية.
صدر ديوانه الرابع «عري» الذي صدر في عام 2021. تقوم القصيدة التي تحمل عنوان الديوان «عري» بتعرية الواقع الذي نعيشه وتسليط الضوء على المواقف البسيطة التي تمر بنا ونعايشها يوميًا دون أن نلقي لها بالًا، وتتكون هذه القصيدة من مشاهد مختلفة تأخذ القارئ في رحلة للتدبر والتأمل في الحياة.
وفي عام 2024 أصدر الشاعر ديوانه «لا نحب البنادق» والذي كرّس قصائده لتمجيد الشهادة والشهداء الفلسطينيين والعرب الذين رووا بدمائهم الطاهرة أرض فلسطين السليبة. كما وتعبر قصائد هذا الديوان عن حالة الغضب والحزن والقهر إزاء حرب الإبادة التي يقوم بها الكيان الصهيوني بحق قطاع غزة وسكانه العزّل.

## رواية عين التيس
تنتمي رواية عين التيس إلى الأدب الواقعي وتقع أحداثها في 61 فصلًا، تبدأ أحداث الرواية في قرى عجلون ثم تنتقل إلى إربد شمالًا فالعاصمة عمّان عند دخول سامي «بطل الرواية» إلى الجامعة الأردنية، ورغم أن المكان العام للرواية لم يتعد حدود الأردن إلا أنها لم تكتف بذكر الأحداث الكبرى التي وقعت في الأردن ووصف الطبيعة والعادات في القرى، وطبيعة الحياة الجامعية في العاصمة بل ناقشت أيضًا الأحداث السياسية التي عاشها الوطن العربي في تلك الفترة من الزمن والواقعة بين عامي 1980 و1991 كالحرب العراقية الإيرانية والانتفاضة الفلسطينية الأولى واجتياح الكويت والحرب ضد العراق. واستعرضت الحياة الجامعية هناك وما تبع ذلك من أحداث طلابية عام 1986، ثم إلى الجامعة الأردنية وكان قد أصبح طالبًا فيها آنذاك،  وقد برز أثر هذه التنقلات في البيئات المختلفة والأحداث التي وقعت فيها على تكوين البناء الفكري للبطل.

## رواية مدينة التّين الأزرق
يستعيد سمير القضاة في رواية "مدينة التين الأزرق" زمن ازدهار دولة الأنباط، وظهور المسيحية، والصراع بين فرقها، مركزًا على النساطرة الذين أنشأوا بعض الأديرة في البتراء، ومواضع أخرى من الصحراء الأردنية. لكن هذه الخلفية التاريخية، المتصلة بالصراع بين دعاة التثليث في الديانة المسيحية، ومن يؤمنون بعدم اتحاد الطبيعتين الإلهية والبشرية في يسوع المسيح (كما هيو الحال لدى النساطرة)، لا تشكل قلب الأحداث في رواية "مدينة التين الأزرق"، التي تدور معظم أحداثها في القرن الخامس للميلاد، في مواضع مختلفة من الجغرافية التي شكلتها الأردن في تلك المرحلة التاريخية، الحبلى بالصراع بين روما وبيزنطة، وبين الروم والفرس، وتململ العرب من حكم الأجانب. ما يقع في مركز هذا العمل الروائي هو السيرة الروحية، والمَطْهَر الذي يمر به عبد مناة، فتى بترا الحكيم، منتقلًا في تلك الجغرافيا الصغيرة من بترا إلى زيزياء (مركز الدير النسطوري)، وصولًا إلى مدينة ربَّة عمون، ومملكة الفقراء والعبيد، التي يؤسسها في "عراق الأمير" (الواقعة غرب مدينة عمان هذه الأيام). فوالد عبد مناة يرتحل من بترا إلى دير النساطرة ليصبح واحدًا من أتباع كنيستها، ويهيئ ابنه ليصبح راهبًا في الدير، ناشرًا لعقيدته في بترا الوثنية، التي كانت تتمتع بقدرٍ عالٍ من حرية الاعتقاد في تلك المرحلة، إذ يزاول سكانها طقوسهم الوثنية، إلى جانب أتباع نسطور، الذين يدينون بالولاء لبيزنطة. لكن الصراع الذي ينشب في قلب عبد مناة، ابن طبقة الأعيان في بترا الوثنية، بعد تلقينه تعاليم المذهب النسطوري، والسعي إلى تنصيبه كاهنًا في كنيسة بترا، يجعله يعدل عن تعاليم الكنيسة، ليبحث عن تفسير مختلف للوجود والعقيدة، عندما يجد أن الكنيسة لا تنصر المظلومين على الظالمين، وتعزل نفسها عما يدور حولها من جور وتسلطٍ للقادر على غير القادر، وتكتفي ببرجها العاجي الذي تقيم فيه، قانعةً بعدم إثارة سخط الإمبراطور وممثليه في عمون، وزيزياء، وما حولهما من مدن وضِيَعٍ وبوادٍ.

## الإصدارات
- ما أشهى طعم الحرية «شعر» (2007) - دار رياض الريس للكتب والنشر - بيروت.
- هنالك مرة أولى «شعر» (2009) - دار أزمنة للنشر والتوزيع - عمان.
- هذا صباح آخر من دونها «شعر ونصوص» (2020) - الآن ناشرون وموزعون - عمان.
- عري «شعر» (2021) - دار الآن ناشرون وموزعون - عمان.
- عين التيس «رواية» (2022) - الدار الأهلية للنشر والتوزيع - عمان.
- سحر كرة القدم( تأليف مشترك) «نصوص» (2022) - العربي الجديد - فضاءات ميديا - الدوحة
- امرأة لا تثير الحسد «شعر» (2023) - الدار الأهلية للنشر والتوزيع - عمان.
- مدينة التين الأزرق «رواية» (2023) - الدار الأهلية للنشر والتوزيع - عمان.
- لا نحب البنادق «شعر» (2024) - الدار الأهلية للنشر والتوزيع - عمان.